# 2028 Janequeo
2028 Janequeo este un asteroid din centura principală, descoperit pe 18 iulie 1968 de Carlos Torres.